# Longview Heights
Longview Heights és una concentració de població designada pel cens dels Estats Units a l'estat de Washington. Segons el cens del 2000 tenia 3.513 habitants.

## Demografia
Segons el cens del 2000, Longview Heights tenia 3.513 habitants, 1.320 habitatges, i 1.028 famílies. La densitat de població era de 319,1 habitants per km².
Dels 1.320 habitatges en un 34,4% hi vivien nens de menys de 18 anys, en un 66,4% hi vivien parelles casades, en un 7,4% dones solteres, i en un 22,1% no eren unitats familiars. En el 16,7% dels habitatges hi vivien persones soles el 4,8% de les quals corresponia a persones de 65 anys o més que vivien soles. El nombre mitjà de persones vivint en cada habitatge era de 2,66 i el nombre mitjà de persones que vivien en cada família era de 2,98.
Per edats la població es repartia de la següent manera: un 26,1% tenia menys de 18 anys, un 8,2% entre 18 i 24, un 26,2% entre 25 i 44, un 28,7% de 45 a 60 i un 10,9% 65 anys o més.
L'edat mediana era de 39 anys. Per cada 100 dones de 18 o més anys hi havia 99,2 homes.
La renda mediana per habitatge era de 48.802 $ i la renda mediana per família de 52.794 $. Els homes tenien una renda mediana de 42.139 $ mentre que les dones 24.857 $. La renda per capita de la població era de 21.262 $. Aproximadament el 2,6% de les famílies i el 3,4% de la població estaven per davall del llindar de pobresa.

## Poblacions més properes
El següent diagrama mostra les poblacions més properes.